# Banga (Aklan)
Banga é um município de  terceira classe de renda municipal (d) na província Aklan, nas Filipinas. De acordo com o censo de 1 de maio  de  2020 possui uma população de 40 318 pessoas e 10 055 domicílios.